# Metro v Alžíru
Metro v Alžíru, v hlavním městě Alžírska, zahájilo provoz v pondělí 31. října 2011, pro veřejnost od úterý 1. listopadu 2011. Provozovatelem bude společnost Entreprise Métro d'Alger.

## Historický vývoj
O vybudování sítě podzemní dráhy v alžírské metropoli bylo rozhodnuto již roku 1981; o dva roky později se začalo s budováním 4,1 km dlouhého úseku první linky, kopírujícího pobřeží Středozemního moře. Celkem se na této trati mělo nacházet pět stanic; celou plánovanou sít měly tvořit tři linky s dohromady padesáti čtyřmi stanicemi. Stavbu realizovalo francouzsko-japonské konsorcium.
Situace se však pro podzemní dráhu vyvinula roku 1986 velmi nepříznivě, kdy pokles cen ropy způsobil těžké škody alžírské ekonomice. Vláda se tedy rozhodla projekt a výstavbu zastavit. V roce 1988 byla stavba obnovena za účasti v tomto oboru nezkušených domácích stavebních společností a při velmi pomalém financování. Do roku 1999 byly postaveny jen čtyři stanice. V 90. letech byla výstavba přerušena kvůli občanské válce.
Do roku 2006 se ekonomická situace zlepšila natolik, že bylo rozhodnuto o rychlé dostavbě se zahraniční účastí. Nakonec bylo tedy zvoleno konsorcium, skládající se z německé společnosti Siemens, francouzské Vinci a španělské CAF. V září 2011 byl spuštěn zkušební provoz bez pasažérů. První trasa byla slavnostně, za účasti prezidenta a ministrů vnitra a dopravy, otevřena v pondělí 31. října 2011, provoz s cestujícími byl zahájen 1. listopadu 2011. V květnu 2011 byla v Alžíru zavedena také tramvajová doprava.

## Stanice

### I. etapa
Úsek s deseti stanicemi byl otevřen v pondělí 31. října 2011. Délka tratě je 8,5 km. Na lince jezdí 14 souprav po 6 vozech. Rozsah provozu je od 5 do 23 hodin. Provoz zajišťuje 400 pracovníků, bezpečnost hlídá 400 policistů. Jednotlivé jízdné je 50 dinárů, náklady dotuje též stát.
- Haï El Badr
- Cite Mer et Soleil
- Cite Amirouche
- Les Fusilles
- Jardin d'Essals
- Hamma
- Assat Idir
- Ier Mai
- Khelifa Boukhalfa
- Tafourah

### II. etapa
- Emir Abdelkader
- Casbah
- Place des Martyrs
- Abderrahmane Taleb
- Bab el Oued
- Oued Koriche

Do roku 2020 má být síť prodloužena na 40 kilometrů, a to jak rozšířením první trasy, tak i výstavbou druhé.